# Апахіда (комуна)
Апахіда (рум. Apahida) — комуна у повіті Клуж в Румунії. До складу комуни входять такі села (дані про населення за 2002 рік):
- Апахіда (4582 особи)
- Бодрог (81 особа)
- Дезмір (1300 осіб)
- Кимпенешть (54 особи)
- Корпадя (466 осіб)
- Пата (567 осіб)
- Синнікоаре (1631 особа)
- Суб-Коасте (104 особи)

Комуна розташована на відстані 319 км на північний захід від Бухареста, 12 км на схід від Клуж-Напоки.

## Населення
За даними перепису населення 2002 року у комуні проживали 8785 осіб.
Національний склад населення комуни:
| Національність | Кількість осіб | Відсоток |
| -------------- | -------------- | -------- |
| румуни         | 8010           | 91,2 %   |
| угорці         | 405            | 4,6 %    |
| цигани         | 363            | 4,1 %    |
| німці          | 3              | < 0,1 %  |
| італійці       | 2              | < 0,1 %  |
| словаки        | 1              | < 0,1 %  |
| чанго          | 1              | < 0,1 %  |

Рідною мовою назвали:
| Мова       | Кількість осіб | Відсоток |
| ---------- | -------------- | -------- |
| румунська  | 8387           | 95,5 %   |
| угорська   | 360            | 4,1 %    |
| циганська  | 34             | 0,4 %    |
| італійська | 2              | < 0,1 %  |
| німецька   | 1              | < 0,1 %  |
| словацька  | 1              | < 0,1 %  |

Склад населення комуни за віросповіданням:
| Релігія                                       | Кількість осіб | Відсоток |
| --------------------------------------------- | -------------- | -------- |
| православні                                   | 7436           | 84,6 %   |
| п'ятдесятники                                 | 370            | 4,2 %    |
| реформати                                     | 310            | 3,5 %    |
| греко-католики                                | 161            | 1,8 %    |
| баптисти                                      | 116            | 1,3 %    |
| римо-католики                                 | 48             | 0,5 %    |
| адвентисти                                    | 36             | 0,4 %    |
| не релігійні                                  | 22             | 0,3 %    |
| унітарії                                      | 17             | 0,2 %    |
| бретрени                                      | 5              | 0,1 %    |
| лютерани (Синодально-пресвітеріанська церква) | 2              | < 0,1 %  |
| атеїсти                                       | 2              | < 0,1 %  |
| старообрядці                                  | 1              | < 0,1 %  |
| лютерани (Аугсбурзького сповідання)           | 1              | < 0,1 %  |
| юдеї                                          | 1              | < 0,1 %  |
| не вказали релігію                            | 7              | 0,1 %    |